# Hexatoma (Eriocera) ocellifera
Hexatoma (Eriocera) ocellifera is een tweevleugelige uit de familie steltmuggen (Limoniidae). De soort komt voor in het Neotropisch gebied.